# Масимо Грамелини
Мàсимо Грамелѝни (на италиански: Massimo Gramellini) е италиански журналист, писател и телевизионен водещ.

## Биография
Роден е в северноиталианския град Торино в семейство, произхождащо от Романя. Майка му, която е победила рака, започва да страда от депресия. Когато Грамелини на девет години, тя се хвърля се от петия етаж. Получава класическо образование в Институт „Сан Джузепе“ в Торино. Следва право в Торинския университет. През есента на 1985 г., след прекъсване на следването си, започва сътрудничество с торинската редакция на спортния вестник „Кориере дело Спорт-Стадио“.

### Във вестник „Стампа“ (1988 – 2017)
През декември 1988 г. се премества в римската редакция на в. „Стампа“, с чести пътувания до Неапол. На следващата година се пренасочва от футбола към политиката, ставайки кореспондент на Палацо Монтечиторио. Оттам той разказва за поредицата съдебни разследвания „Чисти ръце“ и за раждането на т. нар. Втора република. През лятото на 1993 г. е военен кореспондент в обсаденото Сараево.
След като се развежда, през 1998 г. се завръща в Милано, за да ръководи „Спекио“ – седмичното списание на в. „Стампа“, където, наред с други неща, води сантиментална пощенска колонка „Сърца в огледалото“ (Cuori allo Specchio). През 1999 г. се мести в Рим и е редактор на колонката на първа страница „Буонджордно“ на в. „Стампа“: двадесет и два реда коментар за събитието на деня.
През октомври 2005 г. става заместник-директор на в. „Стампа“ и се завръща в Торино. Сътрудничи с телевизионната програма Che tempo che fa по Rai 3, където всяка събота вечер той коментира с Фабио Фацио седемте най-важни лица или факти от седмицата.

Публикува няколко документални книги, посветени на италианското общество и политика, алманах за 150-те години италианска история (с Карло Фрутеро) и две поредици от разкази за любимия му отбор Торино. На 29 април 2010 г. излиза първият му роман „Последният ред на приказките“ (L'ultima riga delle favole) – езотерична приказка за любовта, която продава над 250 000 копия в Италия и е преведена на различни езици. На 1 март 2012 г. излиза вторият му роман „Сладки сънища“ (Fai bei sogni), който е най-продаваната книга за 2012 г. с над 1 млн. копия. През 2016 г. излиза едноименният игрален филм на Марко Белокио.
От есента на 2016 г. той води предаването „Думите на седмицата“, излъчвано през уикендите, преди Che tempo che fa .
След като прекарва 28 години във в. „Стампа“, на 21 януари 2017 г. той поздравява своите читатели с едно последно „Буонджорно“. От 13 февруари той сътрудничи на в. „Кориере дела Сера“.

### Във вестник „Кориере дела Сера“ (2017 – )
През 2018 г. става преподавател в Свободния университет по езици и комуникация (IULM) в Милано в магистърска степен по наративни изкуства, където води курса „Информация и разказване на истории“. 
През 2019 г. се ражда синът му Томазо от италианската писателка Симона Спарако. Въз основа на опита си на баща през есента на същата година той издава книгата „Преди да дойдеш в света“.
През 2022 г. печели Литературната награда „Ла Торе - остров Елба“ в Марчана Марина, вече присъдена на Андреа Камилери, Витали, Алдо Кацуло и Валтер Велтрони, наред с други.

### Личен живот
От 1993 до 1998 г. е женен за Мария Лаура Родота, журналистка и дъщеря на юриста Стефано Родота. След развода се жени за дубльорката Елиза Галета. След втория си развод започва връзка през 2017 г. с писателката и сценаристка Симона Спарако (род. 1978), от която има син Томазо (род. 2019 г.) Живее в Милано със семейството си. Смята себе си за вярващ, но не и за католик. Привърженик е на ФК „Торино“. Любимите му журналисти са Габриеле Романьоли, Антонио Сочи, Кристиано Гати, Кончита де Грегорио, Матия Фелтри, Микеле Сера и Курцио Малтезе. Фен е на Дженезис.

### Противоречия
Заради част от колонката му „Буонджорно“, публикуван във в. „Стампа“ на 24 октомври 2014 г. („Законите важат за всички и е неприемливо ромската общност да претендира за правото систематично да ги нарушава, като се позовава на уважението към традициите, които оправдават кражбата и детската просия“), Грамелини е осъден на Ордена на журналистите и е обект на жалба до Торинската прокуратура за клевета и подбуждане към етническа и расова омраза от Института за синти култура на Мантуа, от Sucar Drom и от Наблюдателния център на Провинция Мантуа срещу дискриминацията.
Други изяви на Грамелини привличат критики за расизъм, сексизъм и за тона, определен като qualunquista (т.е. присъщ на движението на Uomo qualunque, който умишлено пренебрегва политическия аспект на асоциирания живот).

## Творби

### Самостоятелни романи
- L'ultima riga delle favole, 2010
- Fai bei sogni, 2012; Fai bei sogni: Dieci anni dopo, 2022 – преработено и допълнено издание
- Avrò cura di te, 2014, с Киара Гамберале
- C'era una volta adesso, 2020

### Публицистика
- 1994 colpo grosso, 1994, с Пино Кориас и Курцио Малтезе
- Compagni d'Italia. I capi, i tipi e i miti della sinistra al potere, 1997
- Buongiorno. Il meglio o comunque il meno peggio, 2002
- Buongiorno Piemonte, 2005
- Buongiorno Montagne Olimpiche, 2006
- Buongiorno Liguria, 2007
- Granata da legare, 2006
- Ci salveranno gli ingenui, 2007
- Toro. I migliori derby della nostra vita, 2007
- Cuori allo specchio, 2008
- Buongiorno. Dieci anni, 2009 – сборник
- La patria, bene o male, 2010, с Карло Фрутеро
- La magia di un buongiorno, 2014 – сборник
- Prima che tu venga al mondo, 2019

## Телевизия
- Che tempo che fa (Rai 3, 2013-2016)
- Le parole (Rai 3, 2016-2023)
- Cyrano - L'amore fa miracoli (Rai 3, 2018)